# Jianyang (Nanping)

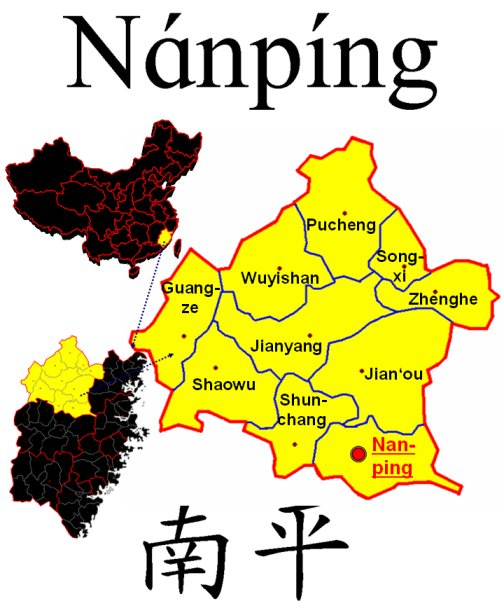
Kreisebene der bezirksfreien Stadt Nanping

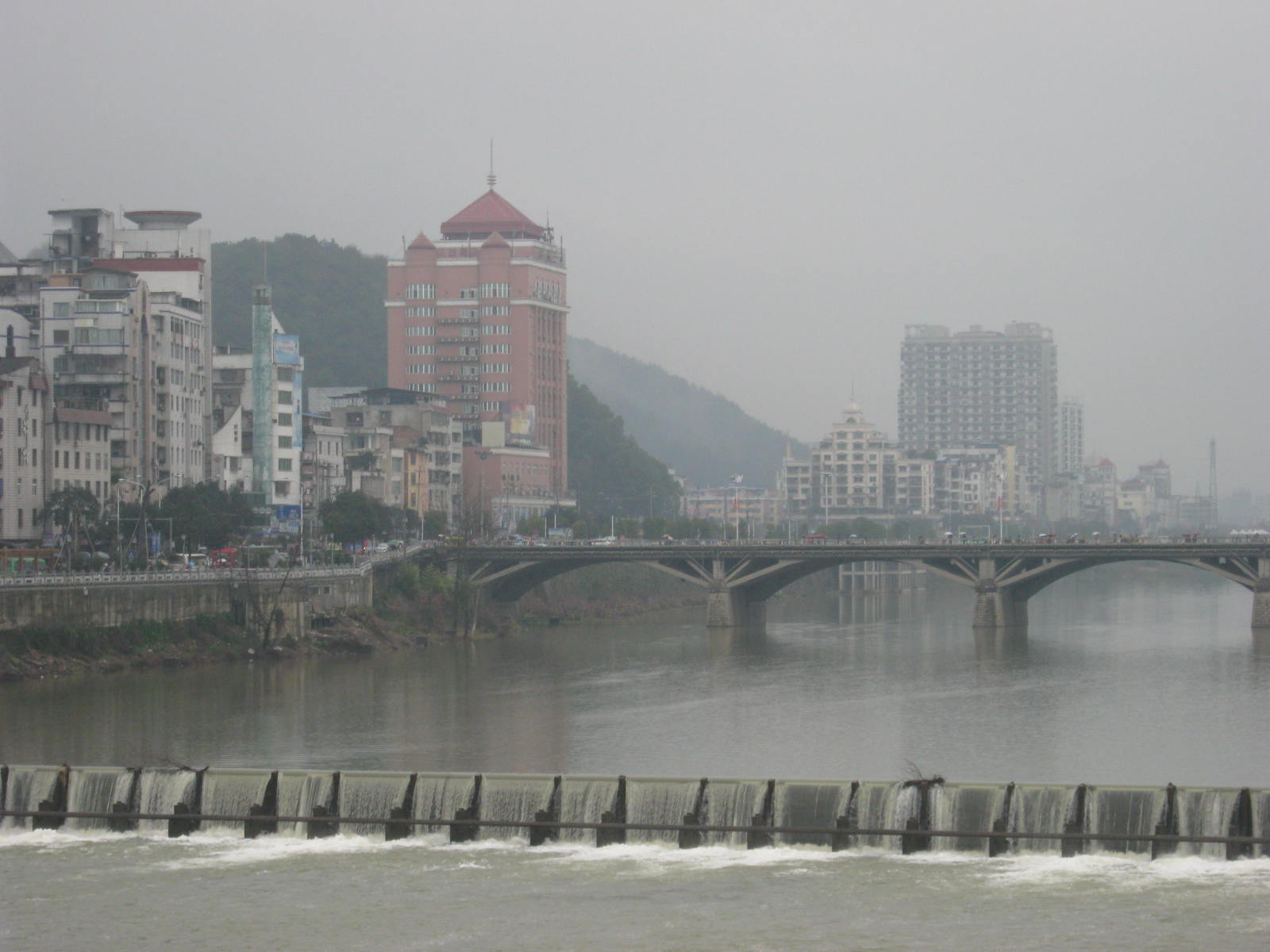
Die Shuidong-Brücke über den Fluss Chongyang in Jiangyang

Jianyang (chinesisch 建阳区, Pinyin Jiànyáng Qū) ist ein Stadtbezirk der bezirksfreien Stadt Nanping in der südostchinesischen Provinz Fujian. Jianyang hat eine Fläche von 3.383 km² und 340.843 Einwohner (Stand: 2020).
Jianyang besitzt viele natürlichen Ressourcen wie zum Beispiel Bambus, Tee oder Wasserkraft. Vom 11. bis zum 14. Jahrhundert gehörte die in Jianyang ansässige Buchproduktion zu den größten drei der Song- und Yuan-Dynastie.
In Jianyang wurde der Begründer der chinesischen Rechtsmedizin, der Arzt Song Ci (宋慈, 1186–1249) geboren, der das Xi Yuan Jilu (洗冤集录), übersetzt etwa „Gesammelte Unrechtsfälle korrigiert“, verfasste.
Ebenfalls aus Jianyang stammte Zhu Xi, ein Philosoph der Song-Dynastie der an der Akademie zur Weißen-Hirsch-Grotte unterrichtete.

## Administrative Gliederung
Auf Gemeindeebene besteht Jianyang aus zwei Straßenvierteln, acht Großgemeinden und drei Gemeinden. Diese sind:
- Straßenviertel Tancheng (潭城街道), Zentrum, Sitz der Stadtregierung;
- Straßenviertel Tongyou (童游街道);
- Großgemeinde Masha (麻沙镇);
- Großgemeinde Shuiji (水吉镇);
- Großgemeinde Jiangkou (将口镇);
- Großgemeinde Jukou (莒口镇);
- Großgemeinde Huangkeng (黄坑镇);
- Großgemeinde Zhangdun (漳墩镇);
- Großgemeinde Xushi (徐市镇);
- Großgemeinde Xiaohu (小湖镇);
- Gemeinde Chongluo (崇雒乡);
- Gemeinde Shufang (书坊乡);
- Gemeinde Huilong (回龙乡).

## Ethnische Gliederung der Bevölkerung Jianyangs (2000)
Beim Zensus im Jahr 2000 wurden 317.848 Einwohner gezählt.
| Name des Volkes | Einwohner | Anteil |
| --------------- | --------- | ------ |
| Han             | 312.754   | 98,4 % |
| She             | 4.327     | 1,37 % |
| Tujia           | 140       | 0,04 % |
| Miao            | 129       | 0,04 % |
| Mongolen        | 122       | 0,04 % |
| Hui             | 96        | 0,03 % |
| Mandschu        | 43        | 0,01 % |
| Zhuang          | 41        | 0,01 % |
| Bouyei          | 40        | 0,01 % |
| Yi              | 34        | 0,01 % |
| Sonstige        | 122       | 0,04 % |